# Trallpunk
Trallpunk (Nederlands: melodieuze punk) is een subgenre van punkrock die is ontstaan gedurende de tweede helft van de jaren 1980 en de vroege jaren 1990 in de Zweedse punkbeweging. Kenmerkende aspecten van trallpunk zijn een melodieus geluid, snelle drums en vaak politiek links getinte teksten. Trallpunk wordt hoofdzakelijk gezongen in het Zweeds.
Alhoewel de twee genres als synoniemen worden gebruikt, staat trallpunk dichter bij de klassieke punkrock dan het door de hardcore punk en poppunk beïnvloedde skatepunk, dat een andere ontwikkeling heeft ondergaan.
Tot de vroegste invloedrijke trallpunkbands behoren Asta Kask en Strebers, respectievelijk opgericht in 1978 en 1985. Andere toonaangevende trallpunkbands zijn onder andere Charta 77, Troublemakers en Coca Carola.